# Erssonite
L'erssonite (simbolo IMA: Eso è un raro minerale del supergruppo dell'idrotalcite e del gruppo della wermlandite appartenente alla famiglia minerale dei "solfati, cromati, molibdati e tungstati" con la composizione chimica CaMg7Fe3+2(OH)18(SO4)2 • 12(H2O).

## Etimologia e storia
Il minerale è dedicato al dottor Anders Ersson, mineralogista amatoriale svedese. Sempre in Svezia, nella miniera di Långban presso Filipstad (contea di Värmland), si trova la sua località tipo(59.85538°N 14.2648°E), mentre il suo campione tipo è depositato presso l'Accademia russa delle scienze di Mosca, nel museo mineralogico "A.E. Fersman" con il numero di catalogo 5669/1 e presso il "Museo svedese di storia naturale" (Naturhistoriska Riksmuseet) di Stoccolma con il numero di catalogo GEO-NRM #20210001

## Classificazione
L'erssonite è un minerale approvato dall'Associazione Mineralogica Internazionale (IMA) nel 2021, pertanto non è elencata né nella classificazione dei minerali di Dana (aggiornata nel 1997 e usata principalmente nel mondo anglosassone), né nella Sistematica dei lapis (Lapis-Systematik) di Stefan Weiß (aggiornata al 2018), né tantomeno nella nona edizione della sistematica dei minerali di Strunz, aggiornata dall'IMA nel 2009.
L'edizione successiva, proseguita dal database "mindat.org" e chiamata Classificazione Strunz-mindat, elenca la erssonite nella classe "7. Solfati (selenati, tellurati, cromati, molibdati, tungstati)" e nella sottoclasse "7.D Solfati (selenati, ecc.) con anioni aggiuntivi, con H2O"; questa è ulteriormente suddivisa in base alla dimensione dei cationi coinvolti e alla struttura del minerale, in modo tale che la poellmannite possa essere trovata nella sezione "7.DF Con cationi di media e grande dimensione" dove si trova in attesa di un numero di assegnazione nel sistema 7.DF insieme ad alcaparrosaite, aldridgeite, ammoniomathesiusite, bairdite, carlsonite, cherokeeite, cromschieffelinite, cuprocherokeeite, flaggite, haywoodite, poellmannite e tzeferisite.

## Abito cristallino
L'erssonite cristallizza nel sistema trigonale nel gruppo spaziale P3c1 (gruppo nº 165) con i parametri reticolari a = 9,3550(5) Å e c = 22,546(1) Å, oltre a 2 unità di formula per cella unitaria.

## Origine e giacitura
L'erssonite è stata rinvenuta in una formazione avvenuta a bassa temperatura in fase avanzata, probabilmente formatasi tramite alterazione idrotermale nelle cavità di roccia dolomitica contenente magnetite; la sua associazione è con dolomite, calcite, cristalli misti di magnetite-magnesioferrite, flogopite, crisotilo, piroaurite e norbergite.
Il minerale è stato rinvenuto solo nella sua località tipo, la miniera di Långban presso Filipstad, in Svezia.

## Forma in cui si presenta in natura
L'erssonite forma cristalli esagonali piatti appiattiti lungo [0001], di dimensioni fino a 0,5 mm di diametro e 10 μm di spessore, principalmente come aggregati fino a pochi mm.
Tali cristalli sono incolori con lucentezza vitrea, mentre il colore del loro striscio è bianco.